# Seznam kuvajtských panovníků
Toto je seznam kuvajtských panovníků od roku 1752 (nebo 1756), kdy rada starších kuvajtského kmena Bani Utba si vybrala jako svého vládce šejcha Sabaha I. ibn Džabera z rodu Al Sabah.
| jméno            | obrázek | období vlády    | život           | rodiče                                                              | poznámky                                                                        |
| ---------------- | ------- | --------------- | --------------- | ------------------------------------------------------------------- | ------------------------------------------------------------------------------- |
| Sabah I.         |         | 1752(1756)–1762 | kolem 1700–1762 | šejch Džaber ibn Salmán as-Sabah šejcha Mariam bint Fajsal al-Utabi | šejch rodu Al Sabah od roku 1718, první zvolený šejch Kuvajtu                   |
| Abdalláh I.      |         | 1762–1813       | 1740–1813       | Sabah I. ibn Džaber as-Sabah                                        | druhý zvolený šejch Kuvajtu                                                     |
| Džaber I.        |         | 1813–1859       | kolem 1772–1859 | Abdalláh I. ibn Sabah as-Sabah                                      | první dědičný šejch Kuvajtu                                                     |
| Sabah II.        |         | 1859–1866       | po 1784–1866    | Džaber I. ibn Abdalláh as-Sabah                                     |                                                                                 |
| Abdalláh II.     |         | 1866–1892       | 1814–1892       | Sabah II. ibn Džaber as-Sabah Fatma bint Salim al-Džarrah           | dědičný šejch, první osmanský kajmakam Kuvajtu                                  |
| Muhammad         |         | 1892–1896       | 1845–1896       | Sabah II. ibn Džaber as-Sabah šejcha Lulwa bint Muhammad Al Thaqib  | dědičný šejch, druhý osmanský kajmakam Kuvajtu, byl zastřelen bratrem Mubarakem |
| Mubarak Al-Kabir |         | 1896–1915       | 1840–1915       | Sabah II. ibn Džaber as-Sabah šejcha Lulwa bint Muhammad Al Thaqib  | dědičný šejch, třetí osmanský kajmakam Kuvajtu                                  |
| Džaber II.       |         | 1915–1917       | 1860–1917       | Mubarak ibn Sabah as-Sabah šejcha Šecha bint Duajdž as-Sabah        |                                                                                 |
| Salim            |         | 1917–1921       | 1864–1921       | Mubarak ibn Sabah as-Sabah šejcha Šecha bint Duajdž as-Sabah        |                                                                                 |
| Ahmad            |         | 1921–1950       | 1885–1950       | Džaber II. al-Mubarak as-Sabah šejcha Šecha bint Abdalláh as-Sabah  |                                                                                 |
| Abdalláh III.    |         | 1950–1965       | 1895–1965       | Salem al-Mubarak as-Sabah šejcha Mariam bint Džarrah as-Sabah       | první emír Kuvajtu od 1961                                                      |
| Sabah III.       |         | 1965–1977       | 1913–1977       | Salem al-Mubarak as-Sabah Munira bint Muhammad al-Debbus            |                                                                                 |
| Džaber III.      |         | 1977–2006       | 1926–2006       | Ahmad al-Džaber as-Sabah šejcha Bazba bint Salem as-Sabah           |                                                                                 |
| Saad I.          |         | 2006–2006       | 1929–2008       | Abdalláh III. as-Salem as-Sabah Džamila                             | byl nucen abdikovat                                                             |
| Sabah IV.        |         | 2006–2020       | 1929–2020       | Ahmad al-Džaber as-Sabah Munira al-Ajjar                            |                                                                                 |
| Nawwáf I.        |         | 2020–2023       | 1937–2023       | Ahmad al-Džábir as-Sabáh Jamama                                     |                                                                                 |
| Mišal I.         |         | 2023–           | 1940–           | Ahmad al-Džábir as-Sabáh Marjam Marit al-Huwajla                    |                                                                                 |